# 許天正
許天正（649年—718年），字允心，號雲峰，唐豫州汝陽（今河南汝南）人。
許靖的第十四代孫，父許陶。喜欢軍事，鑽研兵法，曾任陳元光的副使。總章二年（669年）任泉、漳團練使，贈殿前太尉，官至宣威將軍。被譽為“漳南開基”始祖。